# Rhopalomyia pevtsovi
Rhopalomyia pevtsovi är en tvåvingeart som beskrevs av Fedotova 1999. Rhopalomyia pevtsovi ingår i släktet Rhopalomyia och familjen gallmyggor. Inga underarter finns listade i Catalogue of Life.